# Lihyan

Lihyan

Lihyan (لحيان en árabe) también conocido como Dadan o Dedan, fue un Estado del norte de Arabia que ocupó parte de lo que fue el Reino Nabateo (noroeste de Arabia), conocido por las inscripciones en escritura dadanítica encontrada dentro de sus límites, de los siglos VI-IV a. C. Su capital fue la ciudad bíblica Dedan (hoy en día Al-'Ula, ubicada en un oasis a 110 km de Teima, otra importante urbe de la época), y a 380 km de Medina, si bien el reino había tenido una capital anterior llamada también Lihyan.